# When Love Cries
«When Love Cries» (с англ. — «Когда любовь плачет») — песня, записанная американской певицей Донной Саммер для её пятнадцатого студийного альбома Mistaken Identity 1991 года. Авторами песни стали Донна Саммер, Кит Даймонд, Пол Читен, Энтони Смит и Лэрри Хенли.

## Релиз
Песня была выпущена в качестве сингла в августе 1991 года лейблами Atlantic Records (в США) и Warner Bros. Records (во всем остальном мире). Она достигла 77-го места в американском чарте Billboard Hot 100 и 18-го места в чарте Hot R&B Singles. «When Love Cries» оказался последним синглом Саммер, который попал в R&B-чарт в США.
Несмотря на то, что песня стала лид-синглом в поддержку нового альбома и его относительный успех, для него не было снято музыкального видео.

## Отзывы критиков
Ларри Флик из Billboard заявил, что поклонникам фирменного клубного звучания легендарной диско-дивы лучше приготовиться, поскольку она приготовила не только новый внешний образ, но и поразительную даунтемпо-R&B мелодию, также он отметил несравненный вокал певицы. Другой рецензент Billboard отметил её как лучшую песню на альбоме. В журнале Cashbox назвали её приятной R&B-песней. Мариса Фокс из Entertainment Weekly описала песню как «пышно оркестрованную», отметив также, что «огненный вокал Саммер обжигающе парит над соблазнительной мелодией». В издании Music & Media отметили, что Саммер вновь идёт в ногу со временем, а песня с модным ритмом 90-х годов заслуживает внимания.

## Варианты издания
Германия — CD-сингл (Warner Bros. — 9031-75433-2)
1. «When Love Cries» (Single Version Remix) — 4:30
2. «When Love Cries» (12" Mix) — 6:55
3. «What Is It You Want» — 4:40

Германия — 12" (Warner Bros. — 9031-75431-0)
1. «When Love Cries» (12" Mix) — 6:55
2. «When Love Cries» (Single Version Remix) — 4:30
3. «What Is It You Want» — 4:40

Европа — 7" (Warner Bros. — 9031-75431-7)
1. «When Love Cries» (Single Version Remix)
2. «What Is It You Want»

США — 12" (Atlantic — 0-85961)
1. «When Love Cries» (Vocal Club Dub) — 7:36
2. «When Love Cries» (Radio) — 4:30
3. «When Love Cries» (Club Mix) — 6:55
4. «When Love Cries» (Instrumental) — 5:04

США — 12" promo (Atlantic — DMD 1709)
1. «When Love Cries» (Vocal Club Dub) — 7:36
2. «When Love Cries» (Radio) — 4:30
3. «When Love Cries» (Club Mix) — 6:55
4. «When Love Cries» (Instrumental) — 5:04

США — CD promo (Atlantic — PRCD 4163)
1. «When Love Cries» (Radio Edit) — 4:30
2. «When Love Cries» (Summertime Remix) — 7:36
3. «When Love Cries» (12" Mix) — 6:57

## Чарты
| Чарт (1991)                           | Высшая позиция |
| ------------------------------------- | -------------- |
| США (Billboard Dance Singles Sales)   | 41             |
| США (Billboard Hot 100)               | 4              |
| США (Billboard Hot R&B/Hip-Hop Songs) | 10             |
| США (Billboard Radio Songs)           | 54             |